# Нарва (град)
Нарва (ест. Narva, рус. Нарва) је трећи по величини град у Естонији, смештен у крајње источној тачки државе. Нарва је и највећи град, али не и управно средиште, округа Ида-Виру. 

## Географија
Нарва се налази у крајњем североисточном делу Естоније, на самој граници са Русијом, на месту где пут Талин-Санкт Петербург прелази истоимену реку Нарву. Река је и граница, а преко реке је руски град Ивангород. Град је удаљен 211 km источно од главног града Талина, а од Санкт Петербурга 145 km западно. 
Рељеф: Град Нарва је смештен у равничарском подручју, на приближно 30 m надморске висине. Само језгро града образовало се око омањег брега на запдној обали реке Нарва.
Клима: У Нарви влада нешто оштрији облик континенталне климе. Град спада у хладније у Естонији.
Воде: Река Нарва, која је граду дала име, протиче кроз град и дели га од руског града Ивангорода. Ту се налази Нарвски залив.

## Историја
Град Нарва се први пут историјски спомиње 1223. године током данске управе над овим подручјем. У следећим вековима град се налази наизменично у рукама Швеђана и Руса.
1919. године Нарва је постала део независне Естоније, да би 1940. године био прикључен СССР-у у оквиру Естонске републике. Током Другог светског рата стара Нарва је потуно уништена бомбардовањима, па је после рата никао потпуно нов град са новим (махом руским) становништвом. Када се Естонија поново осамосталила 1991. година град се поново нашао у њеним границама, али је као погранично насеље почео пропадати.

## Становништво
| Година       |
| Становништво |
| ------------ |

Нарва данас има око 66.000 становника, што је значајно мање него пре две децније (1992. - 83 хиљ. ст.).
Преко 80% градског становништва су Руси, што је највиши постотак у Естонији. Етнички Естонци чине свега 4% градског становништва, а остатак су други народи из бившег СССР-а. Руски језик је претежан у граду и матерњи је за преко 93% градског становништва.

## Привреда
Због лоших односа месних Руса и Естонаца град је већ годинама у озбиљној привредној кризи. Томе доприноси погранични карактер града.

## Партнерски градови
- Ивангород
- Карлскога
- Tinglev Sogn
- Доњецк
- Лахти
- Пјарну
- Karlskoga Municipality
- Иличивск
- Петрозаводск

## Галерија
- Панорама града
- Руска православна црква у Нарви
- Споменик совјетским војницима
- Здање градске гимназије